# Diocesi di Tinista
La diocesi di Tinista (in latino: Dioecesis Tinistensis) è una sede soppressa e sede titolare della Chiesa cattolica.

## Storia
Tinista, nell'odierna Algeria, è un'antica sede episcopale della provincia romana della Mauritania Sitifense.
Unico vescovo conosciuto è il donatista Colonico, che prese parte alla conferenza di Cartagine del 411, che vide riuniti assieme i vescovi cattolici e donatisti dell'Africa romana. La sede in quell'occasione non aveva vescovi cattolici.
Dal 1933 Tinista è annoverata tra le sedi vescovili titolari della Chiesa cattolica; dal 19 ottobre 2022 il vescovo titolare è Geraldo de Paula Souza, C.SS.R., vescovo ausiliare di Niterói.

## Cronotassi

### Vescovi
- Colonico † (menzionato nel 411) (vescovo donatista)

### Vescovi titolari
- Zenone Albino Testa, O.F.M.Cap. † (10 luglio 1959 - 19 settembre 1982 deceduto)
- Jānis Cakuls † (9 novembre 1982 - 26 febbraio 2022 deceduto)
- Geraldo de Paula Souza, C.SS.R., dal 19 ottobre 2022